# Olof Petrus Hjorter
Olof Petrus Hjorter (även: Hiorter), född 1696 i Rödöns socken i Jämtland, död 25 april 1750 i Uppsala, var en svensk astronom.

## Biografi
Hjorter fick sin skolgång vid Frösö trivialskola och därefter vid Härnösands gymnasium.  Han skrevs in vid Uppsala universitet 1713, och studerade bland annat astronomi för professor Per Elvius d.ä. Efter två år tvangs han av penningbrist avbryta sina studier och försörja sig som privatlärare i olika adelshem.
Hjorter utbildade sig därefter på egen hand till astronom och hade redan 1722 nya sol- och måntabeller tryckfärdiga, men gav inte ut dem. 1723–1727 fick han som informator hos familjen Jean Jacques de Geer medfölja dessa till Holland. Här fick han möjlighet att studera under ledning av professor Musschenbroek vid det nya observatoriet i Utrecht, men nödgades efter hemkomsten återgå till sitt gamla yrke som privatlärare. 1732 anställdes han som privatastronom hos Axel Gabriel Oxenstierna på Tidö, och understödd av denne begav han sig till Uppsala, blev där utan ansökan docent, skötte under Anders Celsius utländska resa (1732–37) astronomie professuren och biträdde honom sedan i hans vetenskapliga arbeten samt utnämndes 1746 till astronomie observator vid  Uppsala astronomiska observatorium. 
Celsius och Hjorter arbetade nära tillsammans vid Uppsalaobservatoriet och hade ett gemensamt och ambitiöst observationsprogram som dock aldrig hann fullföljas, delvis på grund av Celsius tidiga död.
Bland Hjorters vetenskapliga arbeten finns hans noggranna undersökning om den totala solförmörkelsen 2 maj 1733 och hans bestämningar av polhöjden för en mängd orter i mellersta Sverige, vilka lades till grund för Lantmäteristyrelsens kartor. På sitt ungdomsarbete, sol- och måntabellerna, arbetade han hela sitt liv. Tillsammans med Celsius observerade han 1744 års komet, vilken han var den förste som iakttog i Europa. 
De upptäckte gemensamt norrskenets påverkan på kompassnålen, det vill säga att norrskenet är ett fenomen som påverkar jordens magnetfält.
Olof Hjorter gifte sig 1742 med Anders Celsius syster Sara, och blev efter dennes för tidiga död ägare till hela hans stora och mycket värdefulla astronomiska boksamling som samlats ihop av den vetenskapliga släkten Celsius i flera generationer. Hela samlingen donerades till Uppsalaobservatoriet, tillsammans med teleskop och andra instrument, samt 6.000 riksdaler kmt; den så kallade Hjorterska donationen.

## Utmärkelser
- Hjorter invaldes 1745 som ledamot nummer 82 av Kungliga Vetenskapsakademien.
- Asteroiden 8868 Hjorter har fått sitt namn till hans minne.[1]